# غوت سميولايتر 3
غوت سميولايتر 3 (بالإنجليزية: Goat Simulator 3)‏ هي لعبة أكشن قادمة وهي الجزء الثاني لغوت سميولايتر من تطوير ونشر شركة كوفي ستاين ستوديوز ومن المتوقع صدورها في 17 نوفمبر 2022.